# ワ語
ワ語は、ミャンマーと中国のワ族によって話されるオーストロアジア語族の言語である。3つの異なる方言、パラウク方言（巴饶克、布饶、Parauk、25万人）、アワ方言（阿佤、Awa、10万人）、ワ方言（佤、Wa、4万人）があり、相互理解が困難であることから、別の言語とみなされることもある。 エスノローグによると自称はParaukであり、最もよく使われ、標準的である。David Bradley (1994)は、ワ語話者は合計820,000人だと推定している。本稿ではこのうち、パラウク・ワ語について詳述する。

## 音韻論

### 音節構造[3]
音節構造は下表のとおりである。Cは子音（consonant）、Vは母音（Vowel）である。（）は音節形成の非必須要素である。声調は見られない。一般的な音節（major syllable、主要音節）に加え、制限のある（minor syllable、副次音節）が存在する。C1のみが語頭に立つ語の場合は子音の制限がないが、C1C2の組み合わせが語頭に立つ場合には子音の制限があり、C1=/p, pʰ,b, bʰ, k, kʰ, g, gʰ/、 C2=/r, l/の16種の組み合わせが存在する。副次音節は構造が単純であり、V3は/a, u, i/のいずれか、C6は/k, ŋ/のどちらかという制限が存在する。下表で音節構造の概略を図示する。下表のRはレジスターという韻律的超文節素を示し、カッコ内は任意の要素である。
|          | 音節構造            | 声母（onset） | 韻母（rhyme）  |
| -------- | ------------------- | ------------- | -------------- |
| 主要音節 | C1(C2)V1(V2)(C3)/R= | C1(C2)        | + V1(V2)(C3)/R |
| 副次音節 | C4(C5)V3(C6) =      | C4(C5)        | + V3(C6)       |

### 母音[4]
ワ語では、9個の母音が認められる。
|            | 前舌母音   | 後舌母音 | 後舌母音 |
| 非円唇母音 | 非円唇母音 | 円唇母音 |          |
| ---------- | ---------- | -------- | -------- |
| 狭母音     | [i] i      | [ɯ] ɯ    | [u] u    |
| 半狭母音   | [e] e      | [ɤ] ɤ    | [o] o    |
| 半広母音   | [ɛ] ɛ      |          | [ɔ] ɔ    |
| 広母音     | [ɐ] a      | [ɐ] a    | [ɐ] a    |

二重母音は次の13個が認められる：/iu, ɯi, ui, ia, ɤi, ua, oi, iɔ, oi, ɔi, ai, aɯ, au/
周・颜（1984）では、/iau/, /uai/の三重母音が建てられているが、山田（2020）では第一母音を残した形で二重母音化されているとする。
```
周・颜（1984）iau > io /-k, ŋ

　　　　　　　iau > io /-ʔ, h, ø

周・颜（1984）uai > ua /-ʔ, h, ø
```

### 子音[5]
ワ語では、35個の子音が認められる。/s, h, ʔ /以外の子音には有気・無気の対立がある。
|        |          |      | 両唇・唇歯 | 歯茎             | 歯茎硬口蓋 | 軟口蓋  | 声門  |
| ------ | -------- | ---- | ---------- | ---------------- | ---------- | ------- | ----- |
| 鼻音   | 鼻音     | 無気 | [m] m      | [n] n            | [ɲ] ɲ      | [ŋ] ŋ   |       |
| 鼻音   | 鼻音     | 有気 | [mʰ] mʰ    | [nʰ] nʰ          | [ɲʰ] ɲʰ    | [ŋʰ] ŋʰ |       |
| 破裂   | 無声     | 無気 | [p] p      | [t] t            | [t͡ɕ] c     | [k] k   | [ʔ] ʔ |
| 破裂   | 無声     | 有気 | [pʰ] pʰ    | [tʰ] tʰ          | [t͡ɕʰ] cʰ   | [kʰ] kʰ |       |
| 破裂   | 前鼻音化 | 無気 | [b] b      | [d] d            | [d͡ʑ] j     | [ɡ] g   |       |
| 破裂   | 前鼻音化 | 有気 | [bʰ] bʰ    | [dʰ] dʰ          | [d͡ʑʰ] jʰ   | [gʰ] gʰ |       |
| 摩擦音 | 摩擦音   | 無気 | [ʋ] vʰ     | [s] s            |            |         |       |
| 摩擦音 | 摩擦音   | 有気 | [ʋ̥ʰ] vʰ    |                  |            |         | [ɦ] h |
| 接近音 | 接近音   | 無気 |            |                  | [j] y      |         |       |
| 接近音 | 接近音   | 有気 |            |                  | [jʰ] yʰ    |         |       |
| 流音   | 流音     | 無気 |            | [l] l, [r] r     |            |         |       |
| 流音   | 流音     | 有気 |            | [lʰ] lʰ, [rʰ] rʰ |            |         |       |

以下の条件がある。
- 有声破裂音は前鼻音化するが、語中の鼻音の直後では前鼻音は観察されない
- 歯茎硬口蓋子音/ɲ, ɲʰ, c, cʰ, j, jʰ/はC1のあとわたり音[◌̍]が観察される
- 有気音は、超文節素L類と共起しない

下記に閉音節韻母の組み合わせを表で示す。+は音韻体系上可能、-は音韻体系上不可能であること、空欄は体系上あり得るが事例がないことを示す。数字は別に音韻条件を説明する。
|                   |    | C3、韻尾（coda） | C3、韻尾（coda） | C3、韻尾（coda） | C3、韻尾（coda） | C3、韻尾（coda） | C3、韻尾（coda） | C3、韻尾（coda） | C3、韻尾（coda） | C3、韻尾（coda） | C3、韻尾（coda） | C3、韻尾（coda） |
|                   |    | ø （ゼロ）       | -p⑤              | -t⑤              | -c⑤              | -k⑤              | -ʔ⑤              | -m               | -n               | -ɲ               | -ŋ               | -h               |
| ----------------- | -- | ---------------- | ---------------- | ---------------- | ---------------- | ---------------- | ---------------- | ---------------- | ---------------- | ---------------- | ---------------- | ---------------- |
| V1、韻頭          | i  | +④               | +                | +                | +                | -                | +                | +                | +                | +                | -                | +                |
| V1、韻頭          | e  | +①               |                  | +                | -                | +①               | +①               |                  | +                | -                | +①               | +①               |
| V1、韻頭          | ɛ  | +④               | +                | +                | -                | +                | +                | +                | +                | -                | +                | +                |
| V1、韻頭          | ɯ  | +④               | +                | +                | +⑥               | +                | +                | +                | +                | +⑥               | +                | +                |
| V1、韻頭          | ɤ  | +①               |                  | +                | -                | +①               | +①               |                  | +                | -                | +①               | +①               |
| V1、韻頭          | a  | +④               | +                | +                | +⑥               | +                | +                | +                | +                | +⑥               | +                | +                |
| V1、韻頭          | u  | +④               | +                | +                | +⑥               | +                | +                | +                | +                | +⑥               | +                | +                |
| V1、韻頭          | o  | +①               |                  | +                | +⑥               | +①               | +①               |                  | +                | +⑥               | +①               | +①               |
| V1、韻頭          | ɔ  | +④               | +                | +                | +⑥               | +                | +                | +                | +                | +⑥               | +                | +                |
| V1V2 、韻頭＋韻腹 | iu | +                |                  |                  |                  |                  | +                |                  |                  |                  |                  | +                |
| V1V2 、韻頭＋韻腹 | ia | +                | +②               | +②               | -                | +                | +                | +②               | +②               | -                | +                | +                |
| V1V2 、韻頭＋韻腹 | io |                  |                  |                  |                  | +①               |                  |                  |                  |                  | +①               |                  |
| V1V2 、韻頭＋韻腹 | iɔ | +                |                  |                  |                  |                  | +                |                  |                  |                  |                  | +                |
| V1V2 、韻頭＋韻腹 | ai | +③               |                  |                  | -                | -                |                  |                  |                  | -                | -                | +③               |
| V1V2 、韻頭＋韻腹 | ɯi | +                |                  |                  | -                | -                |                  |                  |                  | -                | -                | +                |
| V1V2 、韻頭＋韻腹 | ɤi |                  |                  |                  |                  | -                | +③               |                  |                  |                  | -                | +③               |
| V1V2 、韻頭＋韻腹 | aɯ | +③               |                  |                  |                  | +③               |                  |                  |                  |                  | +                | +③               |
| V1V2 、韻頭＋韻腹 | ui | +                |                  |                  | -                | -                |                  |                  |                  | -                | -                | +                |
| V1V2 、韻頭＋韻腹 | ua | +                |                  | +②               |                  | +                | +                |                  | +②               |                  | +                | +                |
| V1V2 、韻頭＋韻腹 | oi | +③               |                  |                  | -                | -                |                  |                  |                  | -                | -                | +③               |
| V1V2 、韻頭＋韻腹 | ɔi | +③               |                  |                  | -                | -                |                  |                  |                  | -                | -                | +③               |
| V1V2 、韻頭＋韻腹 | au | +③               |                  |                  |                  | +③               |                  |                  |                  |                  | +                | +③               |

①：e, ɤ, o, io → [ei̯, ɤɯ̯, ou̯, io̯u̯] / -k, ŋ, ʔ, h, ø
②：ia, ua → [iɛ̯, uɛ̯] / -p, t, m, n
③：au, aɯ → [ɐo̯, ɐɤ̯] / -ʔ, h, ø
ɔi, oi, ɤi, ai → [ɔɛ̯, oe̯, ɤe̯, ɐɛ̯] / -ʔ, h, ø
④：i, ɛ, ɯ, a, u, ɔ → 半長[Vˑ] / -ø
⑤：p, t, k, ʔ → 非破裂[C ̚ ] / C3として
⑥：ɯ, a, u, ɔ, o→[ɯi̯, ai̯, ui̯, ɔi̯, oi̯] / -c, ɲ

### 超文節素
パラウク・ワ語は、音節を単位とするHigh（H類、非弛緩）とLow（L類、弛緩）の音韻的に対立する超文節素を持つ。これは音節構造の中でregister, Rであらわされる。H類は開音節で[53]、閉音節で[54]、L類は開音節で[31]、閉音節で[32]という自然音調であらわされる。L類の母音は下線を引いてあらわされる（kaiŋ「頭」、kaiŋ「仕事」）。副次音節には超文節素による対立が存在しない。下の表に超文節素の音韻素性を示す。
|     | 表記     | 喉頭   | 自然音調 | 母音     |
| --- | -------- | ------ | -------- | -------- |
| H類 | （無標） | 非弛緩 | 高め     |          |
| L類 |          | 弛緩   | 低め     | 若干広め |

## 統語論
孤立語的性格の強いパラウク・ワ語では、主節の基本語順はVS(O)語順である。主題化によってSかOが先行し、SV(O)、OVS語順になることがある。関係節では名詞の後ろに関係節が置かれ、VS(O)語順である。主節全体を副詞的に修飾する副詞節は、主節に対する意味関係により語順が異なり、時間と理由という意味関係はVS(O)、条件という意味関係はSV(O)語順である。補節は感情・知覚を表すものがVS(O)語順、希望・評価を表すものはSV(O)語順になる傾向にある。また、動詞を修飾する副助詞は動詞より後、動詞を修飾する動詞助詞は動詞より前に置かれる。名詞を修飾する関係節は名詞の後ろ、名詞を修飾する名詞は被修飾名詞が修飾名詞の前に置かれる。英語でいう前置詞に相当する名詞助詞は、名詞の前に置かれる。
山田（2020）では、文において節から主語を除いた成分を述部と呼ぶ。標準的な文では述部は主語により分断されている。述部の構造を下記に示す。カッコ内の要素は任意の要素であることを示す。
| （動詞助詞） | 動詞（V） | （副助詞） | 主語（S） | （目的語名詞句（O）） | （副詞的要素） |
| 述部         | 述部      | 述部       | 主語（S） | 述部                  | 述部           |
| 動詞句       | 動詞句    | 動詞句     | 主語（S） | 動詞句                |                |
| 動詞複合体   |           |            | 主語（S） |                       |                |

動詞の位置には、動詞単独または連結型動詞連続が現れる。「（動詞助詞）-動詞-（副助詞）」の部分を動詞複合体と呼ぶ。動詞複合体中の副助詞は動詞に由来するものに限られる。「動詞複合体-（目的語名詞句）」の部分を動詞句と呼ぶ。動詞句は述部に一つ以上存在する。

## 品詞論
山田（2020）では、パラウク・ワ語について、形態的特徴から品詞の確立が困難であることを踏まえて、統語的な三つの基準で品詞を分類している：①単独で節を構成できるかどうか、②saŋ「（非現）」やʔaŋ「（否定）」などの動詞助詞と結合するかどうか、③動詞の項になるかどうか。これらの基準に従うと、パラウク・ワ語の品詞は下の表の4種に分類できる。なお、kuat「寒い」などの形容詞は下記の基準では動詞に分類される。
| 品詞 | 下位類                   | ①    | ②    | ③    |
| ---- | ------------------------ | ---- | ---- | ---- |
| 名詞 | 人称代名詞・形式名詞など | 可   | 不可 | 可   |
| 動詞 | 意志動詞・無意志動詞など | 可   | 可   | 不可 |
| 副詞 | 後置副詞・接続副詞など   | 可   | 不可 | 不可 |
| 助詞 | 副助詞・従属助詞など     | 不可 | 不可 | 不可 |

## 名詞
パラウク・ワ語における名詞は次の三つの統語的特徴を持つ：①単独で節を構成できる、②saŋ「（非現）」やʔaŋ「（否定）」などの動詞助詞と結合しない、③動詞の項になる。名詞の下位分類として、山田（2020）では、普通名詞、固有名詞、人称代名詞、指示代名詞、再帰代名詞、形式名詞、時間名詞、場所名詞、数名詞が建てられている。
名詞と同等の機能を持つ文中の要素を名詞句と呼ぶ。名詞句は下の構造を持つ（カッコ内はその要素が義務的でないことを示す）。
| 名詞句 | 名詞句                  | 名詞句                            | 名詞句 | 名詞句   |
| ------ | ----------------------- | --------------------------------- | ------ | -------- |
| 名詞   | 関係節 V(S/O) / V(S)(O) | 数量詞句 数名詞-類別助詞-(数名詞) | 代名詞 | 名詞助詞 |

### 普通名詞・固有名詞
普通名詞、固有名詞は具体的指示対象のある語、抽象的な概念を表す語、集合的意味を表す語などが属する。詞は、主語、目的語、斜格補語の位置に現れる。また、mai「～と」など従属助詞や他の名詞の修飾要素としても現れる。

### 人称代名詞
人称代名詞は、主語、目的語、斜格補語の位置に現れる。またmai、「～と」など従属助詞や他の名詞の修飾要素としても現れる。
人称代名詞の体系を以下に示す。二人称と三人称の双数形はそれぞれの単数形に対する敬意形として用いられることがある。
|        |        | 単数 | 双数 | 複数 |
| ------ | ------ | ---- | ---- | ---- |
| 一人称 | 除外   | ʔɤʔ  | ʔaʔ  | ʔeʔ  |
| 一人称 | 包括   | ʔɤʔ  | yɛʔ  | yiʔ  |
| 二人称 | 二人称 | maiʔ | paʔ  | peʔ  |
| 三人称 | 三人称 | nɔʔ  | kɛʔ  | kiʔ  |

hu ʔɤʔ
行く 1SG.
「私が行った」

### 指示代名詞
指示代名詞の体形を以下に示す。主に近・遠の対立を持ち照応する内容（事物、場所、状態）によって異なる形式を持つ。
|          | 近称 | 遠称 | 最遠称 |
| -------- | ---- | ---- | ------ |
| 人、事物 | ʔin  | ʔan  | -      |
| 場所     | tin  | tan  | ten    |
| 状態     | nin  | nan  | -      |

指示代名詞は、主語、目的語、斜格補語の位置に現れる。またmai、「～と」など従属助詞や他の名詞の修飾要素としても現れる。ただしすべての従属助詞と共起できるわけではない。
rauh ʔan
赤い　あれ
「あれが赤い」

### 再帰代名詞
再帰代名詞は、代名詞または、関係節の一要素として生起するtiʔという形式を持つ。人称代名詞が文外の要素を参照できるのに対して、再帰代名詞は文外の要素を参照できない。
tɔk ʔai tiʔ
叩く （人名） （再帰）
「アイが自分自身を叩いた」

### 形式名詞
形式名詞pa、cɛは、単独で用いられることはないが、動詞性の従属部と結びつき名詞句を構成するため、名詞の一種と認められる。指示代名詞paは、主語、目的語の位置に現れるが、時間と場所を示す斜格補語および所有者名詞としては利用できない。
pa R[rauh]
赤い　もの
「赤いもの」
指示代名詞cɛは、有情物を従属部とする名詞句を構成する。A ʔan mɔh cɛ B（あのAはBのものである）というフレームでは、Bが人間でAが分離可能物という場合のみ認められる。

### 時間名詞
時間名詞のうち、kɔʔ「昨日」、si.ŋaiʔ「今日」などは、普通名詞と同じ統語的環境に立ち、無標のまま斜格補語として機能する。時間名詞のうち、num「年」、yam「時」などは、常に指示代名詞などの修飾語句を伴って用いられる。
liak  ʔai si.beʔ kɔʔ
買う （人名） 服 昨日
「アイが昨日服を買った」

### 場所名詞
場所名詞は、daɯʔ「中」など常に指示代名詞などの修飾語句を伴って用いられる。場所名詞を主要部とする句は、無標のままで斜格補語として機能する。
ʔot kaʔ tiɲ daɯʔ rɔm
いる 魚 大きい 中 水
「大きい魚が水の中にいる」

### 数名詞
一を表す形態素tiʔ「一」の後ろに生起でき、tiʔと範列的な関係にある名詞を数名詞と呼ぶ。具体数を表す具体数名詞と、抽象的な数概念を表す抽象数名詞に分けられる。

#### 具体数名詞
パラウク・ワ語の具体数名詞を下の表で示す。1,000以上の数字についてはmaiという形式の介在が必須である（48,000, pon mʰɯn mai daiʔ rʰeɲ）。また、30から99及び100以上における下二けたの30-90という数字は、タイ系言語からの借用形式によってあらわされる（下表右列）。
| 数     | パラウク・ワ語       | タイ系言語からの借用形式 |
| ------ | -------------------- | ------------------------ |
| 1      | tiʔ                  | (ʔet)                    |
| 2      | ri.ra (またはra)     | (sɔŋ)                    |
| 3      | loi                  | (sam)                    |
| 4      | pon                  | (si)                     |
| 5      | pʰuan                | (ha)                     |
| 6      | liah                 | (rʰok)                   |
| 7      | ʔa.liah              | (cɛt)                    |
| 8      | si.daiʔ (またはdaiʔ) | (pɛt)                    |
| 9      | si.dim (またはdim)   | (kau)                    |
| 10     | kau                  | (sip)                    |
| 11     | kau tiʔ              | -                        |
| 12     | kau ra               | -                        |
| 20     | tiʔŋa                | -                        |
| 21     | tiʔŋa+tiʔ            | -                        |
| 30     | -                    | sam+sip                  |
| 31     | -                    | sam+sip+ʔet              |
| 40     | -                    | si+sip                   |
| 100    | yɛh                  | -                        |
| 1,000  | rʰeɲ                 | -                        |
| 10,000 | mʰɯn                 | -                        |

#### 抽象数名詞
数名詞は類別助詞とともに用いられるが、疑問文に対する一語回答文にならないなど単独で節を形成することはない。ku「毎、それぞれ」、mɛʔ「いくつかの」、無情物の概数を表すhauh、有情物の概数を表すhun、「すべての～」の意味を表すkʰɔm、再度の意味を表すbauʔの6つがある。
pui mɛʔ kaɯʔ
人間 （不定） ～人
「何人かの人」

## 動詞
パラウク・ワ語における動詞は次の三つの統語的特徴を持つ：①単独で節を構成できる、②saŋ「（非現）」やʔaŋ「（否定）」などの動詞助詞と結合できる、③動詞の項になる。時制と態は義務的に表示されることはない。
また、動詞は次の三つの観点からそれぞれ二種類に分類される：①意志性（volitionality）に基づく「意志動詞」と「無意志動詞」、②動作性（activity）に基づく「動態動詞」と「静態動詞」、③目的語を取るかどうかという統語的特徴に基づく「自動詞」と「他動詞」。以下にその分類の概略を記述する。

### 意志動詞と無意志動詞
意志的な制御を伴う事象を表す動詞を意志動詞（volitional verb）、意志的な制御を伴わない動詞を無意志動詞（nonvolitional verb）と呼ぶ。動詞の意志性は語彙的に決まっている。山田（2020）では、意志動詞か無意志動詞かの判別に、次の二つの基準を立てている：①命令文にすることが可能か、②主語に[-有性]名詞を取れるか。基準①に関して、意志動詞では可能であり、無意志動詞では不可能である。逆に基準②に関しては、意志動詞では不可能であり、無意志動詞では可能である。また、一般に無意志動詞では事象の実現までを含意するのに対し、意志動詞では事象の実現を含意しない。意志動詞と無意志動詞の分類は二元論的な分類であるが、少数ながらyɛm「泣く」、ｍauk「咳をする」など両方に属す多義的な動詞と考えられる動詞が存在する。
ŋɔm ʔɤʔ（意志動詞）
座る 1SG.
「私が座った」
goih ʔɤʔ（無意志動詞）
倒れる 1SG.
「私が倒れた」

### 動態動詞と静態動詞
動作や状態の変化を表す動詞を動態動詞（active verb）、状態を表す動詞を静態動詞（stative verb）と呼ぶ。動態動詞か静態動詞かの判別には、動詞助詞pʰai「速さ」やkɔi「遅さ」と共起するかで判別できる。to「走る」、laɯʔ「休める」はこれらの動詞助詞と共起できる動態動詞であり、rauh「赤い」やkuat「老いた」は共起できない静態動詞である。また、ʔot「いる、住む、存在する」のように、動態動詞と静態動詞のどちらにも属すと認められるものがある。
pʰai to（動態動詞）
（速さ） 走る
「早く走る」
*pʰai rauh（静態動詞）
（速さ） 赤い

### 他動詞と自動詞
目的語を取ることできる動詞を他動詞（transitive verb）、取ることのできない動詞を自動詞（intransitive verb）と呼ぶ。ʔih「食べる」は目的語を取ることができるため他動詞、to「走る」は目的語を取ることができないため自動詞である。ŋiah「笑う」やyɛm「泣く」のように、自動詞・他動詞同形と考えられる動詞も少数存在する。
ʔih ʔai neʔ（他動詞）
食べる （人名） 肉
「アイが肉を食べた」
to ʔai （自動詞）
走る （人名）
「アイが走った」

### 動詞分類の関係
動詞の分類に照らし合わせると、自動詞には意志性による偏りは見られないが、他動詞は意志動詞が圧倒的に多く、無意志動詞は知覚に関する少数のものに限られる。また、ある動詞が意志動詞であれば動態動詞であり、ある動詞が静態動詞であれば無意志動詞であるという含意関係が成立する。

### 時制と態[29]
時制と態はパラウク・ワ語では義務的に存在表示されず、この二つの文法範疇は存在しないと考えられる。時制については、発話時と事象の正規時の関係を示すのは時間名詞であり文脈である。態については、使役動詞toʔ、yuhで使役構文を作ることが出来るが、使役者が被使役者に何らかの働きかけを行ったという意味が付け加わるため、文の真理条件的意味が変更される。

## 副詞
パラウク・ワ語における副詞は次の三つの統語的特徴を持つ：①単独で節を形成できる、②動詞助詞を付加できない、③動詞の項にならない。生起しうる節の観点から、後置副詞、接続副詞、感嘆副詞の三つを考えることができる。
|      |          | 主節 | 従属節 |
| ---- | -------- | ---- | ------ |
| 副詞 | 後置副詞 | 可   | 可     |
| 副詞 | 接続副詞 | 不可 | 可     |
| 副詞 | 簡単副詞 | 可   | 不可   |

### 後置副詞
後置副詞は、主節または従属節の述部に現れる副詞である。動詞複合体に後置され、それを修飾する機能をもつ。擬態語・擬音語などがこれに該当する。擬音語は「ʔah+擬音形式」という内部構造をもつ。lʰɯɲlʰɯɲ「ピカピカと」、ʔah pʰrapʰra「ザーザーと（いう）」などが該当する。
la rɔm ʔah+pʰrapʰra 
流れる 水 言う＋ザーザー
「水がザーザーと流れる」

### 接続副詞
接続副詞とは、従属節にのみ現れる副詞の一種である。文助詞が付くという節としての資格をもち、単独で服施設を構成するという特徴を持つ。mai「加えて」、nan「あの様」などが該当する。
mai || ruŋ maiʔ koi glaŋ+glɯɲ
加えて||角 2SG. ある 長さ+（随伴）
「また、あなたの角は長さがある」

### 感嘆副詞
感嘆副詞は、主節のみに現れ、単独で節を構成するという特徴をもつ。同意である場合に用いられるʔɯh、ʔa「あら」、ʔalo「うわ」などが該当する。
ʔɯh // ʔɤʔ lɔk hu
（感嘆） // 1SG. （添加） 行く
「よし。それなら私は行こう。」

## 助詞
パラウク・ワ語における助詞は次の三つの統語的特徴を持つ：①単独で節を形成できない、②動詞助詞を付加できない、③動詞の項にならない。前置助詞、従属助詞、文助詞、動詞助詞、名詞助詞、類別助詞、副助詞、一般助詞がある。助詞は機能語的な機能をもつため、グロスは「（）」で意味機能を示す。なお、グロスは山田（2020）にならう。
文中に何らかの統語的単位を導入できるか、どのような単位につくのかの二点から、助詞は8つに下位分類できる。
| 助詞の種類 | 文中に何らかの統語的単位を導入できるか | どのような単位につくのか |
| ---------- | -------------------------------------- | ------------------------ |
| 前置助詞   | 可（補語）                             | 名詞句                   |
| 従属助詞   | 可（従属部）                           | 名詞句、節               |
| 文助詞     | 可（節）                               | 節                       |
| 動詞助詞   | 不可                                   | 動詞                     |
| 名詞助詞   | 不可                                   | 名詞句                   |
| 類別助詞   | 不可                                   | 数名詞                   |
| 副助詞     | 不可                                   | 動詞複合体、目的語       |
| 一般助詞   | 不可                                   | 名詞句、述語動詞など     |

### 前置助詞
前置助詞は、名詞句を斜格補語として文に導入する機能を持つ。行為の行われる場所や道具・手段・行為の原因や理由を示すkah「（場所・方向・手段など）」や、空間的・時間的な起点や比較対象を表すkʰaɲ「（起点・比較）」などがある。
kah gɔn
（手段） 小刀
「小刀で」

### 従属助詞
従属助詞は同じ統語的単位動詞を結び付ける機能を持つ助詞である。mai、keʔ「（並列）」など語と語・文と文を結びつけるもの、viaŋ「（逆接）」など節と節を結び付けるものが存在する。
si.vai keʔ tam蟹（語と語の並列）
虎　（並列）  蟹 
「虎と蟹」

### 文助詞
文助詞とは、節に後続し、その説が文であることを明示する働きを持つものである。主節につくため、従属節には現れない。YES/NO疑問を表すlaih「（真偽）」や話し手の判断について追認を行うyuŋ「（推疑）」などがある。
saŋ ʔih maiʔ laih（YES/NO疑問文）
（非現） 食べる 2SG. （真偽）
「あなたが食べたいのか」

### 動詞助詞
動詞助詞は動詞に前置され、動詞とともに動詞複合体を形成する語である。先行する節で述べたことが真でありこの節で述べることも真であるという認識を表すlɔk「（添加）」、先行する節で述べたことを受け結果としてある状態に至ることを示すkɯm「（帰結）」などがある。
kroʔ tiʔ vut || ʔɤʔ lɔk hu
待つ 一 ～少々 || 1SG. （添加） 行く
「ちょっと待って、そしたら私は行く」

### 名詞助詞
名詞助詞とは、名詞句構造中の最後尾に現れて、名詞句を修飾する機能を持つものである。自立性はないが句相当にも後続する。固有名詞など特定度の高い名詞句に後続し近似複数を表すkiʔ「（近複）」、固有名詞など特定性の高い名詞句に後続して近似双数を表すkɛʔ「（近双）」、複数性を表すkʰen「（複数）」の三つがある。
ʔai kiʔ （近似複数）
（人名） （近複）
「アイたち」

### 類別助詞
一を表す形態素tiʔ「一」の後ろに生起できる形式を類別助詞と呼ぶ。人数を数える形式であるkaɯʔや、個体を数える形式であるmu、紐など長いものを数えるɲaɲなどがある。
tiʔ kaɯʔ
一 ～人
「一人」

### 副助詞
副助詞は、動詞複合体と目的語の後に現れ、述部を拡張する機能を持つものである。副助詞は、大きく分けてhauk「（上る）」など動詞由来のもの、pot「（常時）」など時間にかかわるもの、si.ru「（自主）」などそれ以外のものの三種類が存在する。
yuh kaɲ  mʰɔm pot（時間にかかわる副詞）
する 事 良い （常時）
「いつも良いことをする」

### 一般助詞
一般助詞とは、様々な要素に後続する助詞である。主題化された名詞句、斜格補語、動詞複合体、節などに後続するnɛh「（確認）」や、斜格補語、述語動詞に後続するnaŋ「（同様）」などがある。
si.vai nɛh || ʔaŋ tɔŋ yuh+kah+mɔʔ（主題化された名詞に後続する例）
虎 （確認）|| （否定） 知る する＋（原因）＋誰/どれ
「虎はね、どうしてなのか分からなかった」